# Máel Mocheirge mac Indrechtaig
Máel Mocheirge mac Indrechtaig (zm. 896 r.) – król Ulaidu (Ulsteru) z Leth Cathail, bocznej linii dynastii Dál Fiatach od 893 r. razem z Muiredachem IV mac Eochocáin z Dál nAraidi, potem samodzielnie od 895 do swej śmierci. Syn Indrechtacha mac Tommaltaig (zm. 835 r.), w piątym stopniu potomka Máel Coby mac Fíachnai (zm. 647 r.), króla Ulaidu.
Jego ród Leth Cathail zamieszkiwał baronię Lecale na terenie obecnego hrabstwa Down. Eponimem był pradziadek Cathal mac Muiredaig, prawnuk Máel Coby mac Fíachnai. Jego dziadek Tommaltach mac Cathail (zm. 789 r.) zgłaszał swe pretensje do korony. Jednak został pokonany i zabity w bitwie z kuzynem Eochaidem VI mac Fíachnai (zm. 810 r.). Roczniki z Innisfallen podały, że ojciec Indrechtach mac Tommaltaig był współwładcą Ulaidu. Inne źródła jednak tego faktu nie potwierdzają. 
Máel Mocheirge objął tron po śmierci Bécca II mac Airemóin, swego brata stryjecznego, zabitego z ręki Aithéida. Panował razem z dalekim kuzynem Muiredachem IV mac Eochocáin, w latach 893-895. Źródła podają, że tenże zginął z ręki Aidéida (Aitítha) mac Laigne, króla Uí Echach Cobo, zabójcy poprzedniego króla. Od tego czasu Máel Mocheirge mac Indrechtaig rządził samodzielnie. Niezbyt długo cieszył się władzą. Bowiem w następnym roku został zamordowany przez swych ludzi.

## Potomstwo
Máel Mocheirge pozostawił po sobie potomstwo:
- Cumascach, miał syna:
  - Aengus Lathrai, miał syna:
    - Gilla Domonguirt, miał syna:
      - Cú Ulad (zm. 1006 r.), zginął w walce z najeźdźcami, członkami rodu Uí Néill. Jego potomkiem był zapewne Cú Ulad I Ua Flaithrí (zm. 1072 r.), król Ulaidu w latach 1065-1071.
- Andiaran (zm. 892 r.)